# Keisuke Kinoshita
Keisuke Kinoshita (木下 惠介,, Kinoshita Keisuke, 5 de dezembro de 1912 – 30 de dezembro de 1998) foi um diretor de cinema e roteirista japonês. Embora menos conhecido internacionalmente do que seus contemporâneos Akira Kurosawa, Kenji Mizoguchi e Yasujirō Ozu, ele era uma figura muita famosa em seu país natal, amado pela crítica e pelo público entre as décadas de 1940 e 1960. Entre seus filmes mais conhecidos estão Carmen Kokyō ni Kaeru (1951), o primeiro longa-metragem colorido do Japão, Nihon no higeki (1953), Nijū-shi no hitomi (1954), Nogiku no gotoki kimi nariki (1955), Yorokobi mo kanashimi mo ikutoshitsuki (1957), A Balada de Narayama (1958) e Fuefukigawa (1960).

## Biografia

### Infância e início de carreira
Keisuke Kinoshita nasceu Masakichi Kinoshita em 5 de dezembro de 1912, em Hamamatsu, Shizuoka, como o quarto de oito filhos do comerciante Shūkichi Kinoshita e de sua esposa Tama. Sua família gerenciava a manufatura de picles e era dona de uma mercearia local. Fã de cinema desde muito cedo, prometeu se tornar cineasta, mas enfrentou forte oposição por parte de seus pais.
Um dia quando ele estava estudando no ensino médio, uma equipe de filmagem chegou a Hamamatsu para gravar. Ele fez amizade com o ator Bando Junosuke quando este foi à sua loja em busca de produtos na cidade. Mais tarde, Bando o ajudou a ir para Kyoto, onde a maioria dos filmes japoneses eram feitos, mas seu avô veio e o levou de volta para casa no dia seguinte. Sua determinação em se tornar um cineasta finalmente convenceu seus pais a deixá-lo seguir carreira. Sua mãe garantiu-lhe uma participação nos estúdios Shochiku Kamata, onde Ozu, Mikio Naruse e outros diretores famosos trabalhavam.
Sem formação universitária, Kinoshita não foi autorizado a trabalhar como assistente de direção e teve que começar como fotógrafo; ele se inscreveu na Escola de Fotografia Oriental e se formou antes de ser finalmente admitido na Shochiku. Lá ele trabalhou primeiro no laboratório de processamento de filmes, depois como assistente de câmera, antes de se tornar assistente de direção de Yasujirō Shimazu e mais tarde de Kōzaburō Yoshimura. Em 1940, Kinoshita foi convocado para a Guerra Sino-Japonesa e foi para a China, mas retornou no ano seguinte devido a um ferimento.

### Carreira como diretor
Kinoshita voltar a trabalhar para a Shochiku e foi promovido a diretor em 1943. Adaptando uma peça popular de Kazuo Kikuta, ele fez a comédia Hana saku minato com um elenco e orçamento enormes. No mesmo período, houve a ascensão de um outro novo diretor, Akira Kurosawa, mas sendo Kinoshita, no final daquele ano, quem ganhou o tão cobiçado Prêmio de Novo Diretor.
Como muitos cineastas japoneses no final da década de 1930 e início da década de 1940, Kinoshita dirigiu um filme que superficialmente endossou a política expansionista do regime militarista do Japão, intitulado Rikugun (1944). Mesmo assim, a famosa cena final mostrava uma mãe lamentando a partida do filho para a guerra, ao invés de aplaudi-lo. Embora não tenha sido censurado, Kinoshita recebeu duras críticas e não foi autorizado a dirigir outro filme até o final da Segunda Guerra Mundial. Mais tarde, ele argumentou: "Não posso mentir para mim mesmo em meus dramas. Eu não poderia dirigir algo que fosse como apertar a mão e dizer: 'Venha morrer.'" Ele voltou para sua cidade natal, Hamamatsu, onde esperou o término da guerra.
Seu primeiro filme do pós-guerra foi Ōsone-ke no asa (1946), que conta a história de uma família dividida pela guerra e pelos conflitos entre seus membros de mentalidade liberal e pró-militaristas. A cena final, com o restante da família saudando o sol nascente, foi censurada pelo conselho de censura americano, indo contra as objeções de Kinoshita. Nos anos seguintes, ele trabalhou em diversos gêneros, incluindo comédia, drama contemporâneo, de época, fantasmas e de suspense. Um de seus longas de grande sucesso foi a comédia romântica Ojōsan kanpai! (1949), estrelada por Setsuko Hara.
Em 1951, Kinoshita viajou para a França para conhecer seu ídolo, o diretor francês René Clair. Como afirmou Kinoshita, outro motivo da viagem foi ver seu país natal de uma perspectiva diferente. No mesmo ano foi lançado a comédia musical Carmen Kokyō ni Kaeru, o primeiro filme colorido do Japão. Por motivos técnicos e financeiros, uma versão em preto e branco também foi filmada e lançada. Carmen Kokyō ni Kaeru foi a primeira colaboração de Kinoshita com a atriz Hideko Takamine, que apareceu em muitos de seus futuros filmes. No início, Kinoshita reuniu um grupo já consolidado de colegas de trabalho: Takamine, Kinuyo Tanaka, Yoshiko Kuga, Keiji Sada e Yūko Mochizuki, onde esses atuaram em papéis principais ou coadjuvantes, enquanto seu irmão Chuji (também creditado como Tadashi) foi diretor de trilha sonora e Hiroshi Kusuda diretor de cinematografia. A irmã de Keisuke, Yoshiko Kusuda, esposa de Hiroshi Kusuda, escreveu o roteiro de Yūyake-gumo (1956).
A metade da década de 1950 foi marcada pelo lançamento de dois dos filmes mais aclamados de Kinoshita, Nijū-shi no hitomi (1954), uma história de uma professora que vê os sonhos de seus jovens alunos desmoronarem devido às restrições econômicas e militares, e Nogiku no gotoki kimi nariki (1955), um drama histórico ambientado na era Meiji, que gira entorno do amor não realizado entre dois adolescentes. Também foi muito popular o drama Yorokobi mo kanashimi mo ikutoshitsuki (1957), filme que conta a vida de um dono de farol, e que teve vários remakes nos próximos anos, incluindo uma versão do próprio Kinoshita. A Balada de Narayama (1958), um drama histórico que retrata a lendária prática do ubasute, foi inscrito no 19º Festival Internacional de Cinema de Veneza, mas encontrou reações muito variadas.
Em meados da década de 1960, Kinoshita se voltou exclusivamente a trabalhos televisivos. O historiador de cinema Donald Richie classificou o drama de guerra Fuefukigawa (1960) e Kōge (1964), como os últimos trabalhos notáveis do diretor. Alexander Jacoby também achou digno mencionar o filme satírico Haru no yume de 1960, que ele chamou de "esquisitamente agradável".
Igual a diretores mais velhos de sua época como Ozu e Naruse, Kinoshita permaneceu fiel a um estúdio de cinema (Shochiku) antes de ingressar na televisão, e muitas vezes trabalhou para Shochiku mesmo em anos posteriores, enquanto outros diretores de sua geração como Yoshimura e Kaneto Shindō, e até Heinosuke Gosho, começaram a trabalhar de forma independente para diferentes estúdios no início dos anos 1950.
Embora poucos detalhes concretos tenham surgido sobre a vida pessoal de Kinoshita, sua homossexualidade era amplamente conhecida no mundo cinematográfico. O roteirista Yoshio Shirasaka e seu frequente colaborador, relembra a "cena brilhante" que Kinoshita fez com os belos e bem vestidos assistentes de direção dos quais ele se cercava. Seu filme de 1959, Sekishunchō, foi chamado de "o primeiro filme gay do Japão" pela intensidade emocional retratada entre seus personagens masculinos.
Kinoshita morreu em 30 de dezembro de 1998, devido a um acidente vascular cerebral. Seu túmulo se encontra em Engaku-ji, Kamakura, muito próximo ao de seu colega e também diretor da Shochiku, Yasujirō Ozu.

## Filmografia
| Ano                           | Título em japonês        | Rōmaji                                      | Título em português                        |
| ----------------------------- | ------------------------ | ------------------------------------------- | ------------------------------------------ |
| Filmes da década de 1940      |                          |                                             |                                            |
| 1943                          | 花咲く港                 | Hana saku minato                            | Porto das Flores                           |
| 1943                          | 生きてゐる孫六           | Ikite iru Magoroku                          | Magoroku está Vivo                         |
| 1944                          | 歓呼の町                 | Kanko no Machi                              | Rua do Júbilo                              |
| 1944                          | 陸軍                     | Rikugun                                     | Exército                                   |
| 1946                          | 大曾根家の朝             | Ōsone-ke no asa                             | Manhã na Família Osone                     |
| 1946                          | わが恋せし乙女           | Ikite iru Magoroku                          | A Garota que eu Amava                      |
| 1947                          | 不死鳥                   | Fushichō                                    | Fénix                                      |
| 1947                          | 結婚                     | Kekkon                                      | Casamento                                  |
| 1948                          | 女                       | Onna                                        | Mulher                                     |
| 1948                          | 肖像                     | Shōzō                                       | O Retrato                                  |
| 1948                          | 破戒                     | Hakai                                       | Apostasia                                  |
| 1949                          | お嬢さん乾杯!            | Ojōsan kanpai!                              | Um Brinde à Jovem                          |
| 1949                          | 新釈四谷怪談(前後編)     | Shin'yaku Yotsuya kaidan (sengo hen)        | Histórias de Fantasmas de Yotsuya I e II   |
| 1949                          | 破れ太鼓                 | Yabure daiko                                | Tambor Quebrado                            |
| Filmes da década de 1950      |                          |                                             |                                            |
| 1950                          | 婚約指環                 | Kon'yaku yubiwa                             | Anel de Casamento                          |
| 1951                          | 善魔                     | Zenma                                       | A Boa Fada                                 |
| 1951                          | カルメン故郷に帰る       | Carmen Kokyō ni Kaeru                       | bra: A Volta de Carmen                     |
| 1951                          | 少年期！                 | Shōnenki                                    | Adolescência                               |
| 1951                          | 海の花火                 | Umi no hanabi                               | Fogos de Artfifício no Mar                 |
| 1952                          | カルメン純情す           | Carmen Junjōsu                              | O Amor Puro de Carmen                      |
| 1953                          | 日本の悲劇               | Nihon no higeki                             | prt: Uma Tragédia Japonesa                 |
| 1954                          | 女の園                   | Onna no sono                                | O Jardim das Mulheres                      |
| 1954                          | 二十四の瞳               | Nijushi no hitomi                           | bra: Vinte e Quatro Olhos                  |
| 1955                          | 遠い雲                   | Tōi kumo                                    | As Asas Esfarrapadas                       |
| 1955                          | 野菊の如き君なりき       | Nogiku no gotoki kimi nariki                | Você é Como um Crisântemo Selvagem         |
| 1956                          | 夕やけ雲                 | Yūyake-gumo                                 | Adeus ao Sonho                             |
| 1956                          | 太陽とバラ               | Taiyō to bara                               | A Rosa sobre seu Braço                     |
| 1957                          | 喜びも悲しみも幾歳月     | Yorokobi mo kanashimi mo ikutoshitsuki      | Tempos de Alegria e Tristeza               |
| 1957                          | 風前の灯                 | Fūzen no tomoshibi                          | O Perigo está Próximo                      |
| 1958                          | 楢山節考                 | Narayama bushi kō                           | bra/prt: A Balada de Narayama              |
| 1958                          | この天の虹               | Kono ten no niji                            | O Arco-íris Eterno                         |
| 1959                          | 風花                     | Kazabana                                    | A Enxurrada de Neve                        |
| 1959                          | 惜春鳥                   | Sekishunchō                                 | Adeus à Primavera                          |
| 1959                          | 今日もまたかくてありなん | Kyō mo mata kakute arinan                   | Assim, Outro Dia                           |
| Filmes da década de 1960      |                          |                                             |                                            |
| 1960                          | 春の夢                   | Haru no yume                                | Sonhos de Primavera                        |
| 1960                          | 笛吹川                   | Fuefukigawa                                 | bra: O Rio Fuefuki/Múrmurio do Rio Fuefuki |
| 1961                          | 永遠の人                 | Eien no hito                                | bra: O Inesquecível                        |
| 1962                          | 今年の恋                 | Kotoshi no koi                              | O Amor Deste Ano                           |
| 1962                          | 二人で歩いた幾春秋       | Futari de aruita ikushunjū                  | Balada de um Trabalhador                   |
| 1963                          | 歌え若人達               | Utae wakōdotachi                            | Cantem, Jovens!                            |
| 1963                          | 死闘の伝説               | Shitō no densetsu                           | Uma Lenda ou era?                          |
| 1964                          | 香華                     | Kōge                                        | O Perfume do Incenso                       |
| 1967                          | なつかしき笛や太鼓       | Natsukashiki fue ya taiko                   | Linda Flauta e Tambor                      |
| Filmes da década de 1970-1980 |                          |                                             |                                            |
| 1976                          | スリランカの愛と別れ     | Suri Ranka no ai to wakare                  | Amor e Separação no Sri Lanka              |
| 1979                          | 衝動殺人・息子よ         | Shōdō satsujin musuko yo                    | Meu Filho! Meu Filho!                      |
| 1980                          | 父よ母よ!                | Chichi yo, haha yo!                         | Os Jovens Rebeldes                         |
| 1983                          | この子を残して           | Kono ko o nokoshite                         | bra: Crianças de Nagasaki                  |
| 1986                          | 新・喜びも悲しみも幾歳月 | Shin yorokobi mo kanoshimi mo ikutoshitsuki | Grandes Alegrias, Pequenas Tristezas       |
| 1988                          | 父                       | Chichi                                      | Pai                                        |

## Principais temas e estilo
Embora não tenha se limitado a um determinado gênero, os dois principais estilos muito utilizados por Kinoshita foram a comédia e o melodrama. Um tema importante abordado em suas obras foi a representação da história nacional em termos pessoais, narrando famílias ou comunidades ao longo de um determinado período de tempo. Além disso, os seus filmes concentravam-se frequentemente no sofrimento das crianças em circunstâncias opressivas e mostravam uma simpatia geral pelos socialmente marginalizados. Trabalhando menos em um nível analítico, mas intuitivo, os filmes de Kinoshita mostraram, segundo Alexander Jacoby, uma ocasional simplicidade e ingenuidade, mas nos casos de Nijushi no hitomi e Nogiku no gotoki kimi nariki, eles estavam entre os mais puramente comoventes do cinema japonês. Donald Richie também destacou a sátira e a comédia dos personagens nos filmes de comédia de Kinoshita, e uma seriedade emocional que excedia o sentimentalismo em seus filmes mais sérios. As vezes sendo mais crítico com os futuros trabalhos do diretor, Richie detectou um tradicionalismo crescente em seus filmes, como A Balada de Narayama, Fuefukigawa e Kōge.
Embora ele frequentemente tenha adaptado obras literárias de escritores nacionais como Tōson Shimazaki, Kunio Kishida e Isoko Hatano, muitos de seus roteiros foram baseados em ideias originais suas. Kinoshita explicou sua produção com o fato de que ele "não consegue evitar. Ideias para filmes sempre surgiram na minha cabeça como pedaços de papel em uma cesta de lixo". Alguns de seus roteiros foram gravados por outros diretores, incluindo o primeiro filme na estreia da atriz Kinuyo Tanaka como cineasta, Koibumi (1953).
Kinoshita também era um artista ávido que experimentava formas cinematográficas diferenciadas em seus filmes. Ele usou ângulos de câmera expressionistas em Carmen junjōsu, enquadramento de imagens semelhante a um daguerreótipo em Nogiku no gotoki kimi nariki, e tingimento parcial para evocar a impressão de xilogravuras japonesas em Fuefukigawa. Ele intercalou imagens de noticiários em Nihon no higeki, e utilizou efeitos de palco kabuki em A Balada de Narayama. Kazabana conta sua história de maneira fragmentada e não linear, precedendo a nova onda do cinema japonês.

## Influência
Em 1946, Masaki Kobayashi tornou-se assistente de Kinoshita e mais tarde formou com ele, Akira Kurosawa e Kon Ichikawa um grupo de diretores chamado Shiki no kai (lit. "O Clube dos Quatro Cavaleiros"). O objetivo era produzir filmes para um público japonês mais jovem, mas apenas um projeto foi realizado nessa parceria, sendo Dodeskaden (1970) de Kurosawa.
O diretor Tadashi Imai era um admirador declarado do trabalho de Kinoshita, e Nagisa Ōshima nomeou Onna no sono como o filme que o levou à decisão de se tornar um cineasta em seu documentário de 1995, 100 Anos do Cinema Japonês.

## Honras e prêmios
Kinoshita recebeu a Ordem do Sol Nascente em 1984 e foi premiado com a Ordem da Cultura e Pessoa de Mérito Cultural em 1991 pelo governo japonês. Em 1999, ele recebeu o Prêmio Especial Blue Ribbon e o Prêmio Especial Mainichi Film Concours por suas conquistas em vida. Sua cidade natal, Hamamatsu, estabeleceu o "Museu em Memória a Keisuke Kinoshita" para homenageá-lo.
Em 2013, cinco filmes de Kinoshita - Kanko no Machi  (1944), Onna (1948), Kon'yaku yubiwa (1950), Yūyake-gumo  (1956) e Shitō no densetsu (1963) — foram exibidos numa seção do 63º Festival Internacional de Cinema de Berlim.

### Filmes premiados
Ōsone-ke no Asa
- Prêmio Kinema Junpo de Melhor Filme[41][42]

Karumen Kokyō ni Kaeru
- Mainichi Film Concours de Melhor Roteiro[43]

Nihon no Higeki
- Prêmio Blue Ribbon de Melhor Roteiro[44]
- Mainichi Film Concours de Melhor Roteiro[45]

Nijū-shi no Hitomi
- Prêmio Blue Ribbon de Melhor Filme e Melhor Roteiro[46]
- Mainichi Film Concours de Melhor Filme, Melhor Diretor e Melhor Roteiro[47]
- Prêmio Kinema Junpo de Melhor Filme[48][49]
- Globo de Ouro de Melhor Filme Estrangeiro[50]
- Cliassificado na 6ª posição na lista dos Melhores Filmes Japoneses de Todos os Tempos de 2009, de acordo com os leitores da Kinema Junpo[51]

Onna no Sono
- Prêmio Blue Ribbon de Melhor Roteiro[46]
- Mainichi Film Concours de Melhor Diretor e Melhor Roteiro[47]

Taiyō to Bara
- Globo de Ouro de Melhor Filme Estrangeiro[52]

A Balada de Narayama
- Mainichi Film Concours de Melhor Filme e Melhor Diretor[53]
- Prêmio Kinema Junpo de Melhor Filme e Melhor Diretor[54][55]

Eien no Hito
- Indicado ao Oscar de Melhor Filme Estrangeiro[56]